# Synsepalum batesii
Espèce
Synonymes
- Pachystela batesii A.Chev.[1]

Synsepalum batesii (A.Chev.) Aubrév. & Pellegr. est une espèce de plantes à fleurs de la famille des Sapotaceae et du genre Synsepalum. C'est un arbuste endémique du Cameroun, très rare. 

## Étymologie
Son épithète spécifique batesii rend hommage au naturaliste américain George Latimer Bates qui l'a récoltée dans la Région du Sud, à Bitye, près de la rivière Dja .